# Suicidal Thoughts
Suicidal thoughts es el primer trabajo musical y demo realizado por la banda francesa de black metal, Nocturnal Depression. La grabación estuvo bajo la edición del sello discográfico Whispering Night Productions.

## Canciones
1. A ghostly face into the night - 06:20
2. When darkness cover my soul - 19:59
3. As some blades penetrating my flesh - 13:44
4. ...And the forest answer to my call - 04:49